# St. Andrews (South Carolina)
St. Andrews is een plaats (census-designated place) in de Amerikaanse staat South Carolina, en valt bestuurlijk gezien onder Richland County.

## Demografie
Bij de volkstelling in 2000 werd het aantal inwoners vastgesteld op 21.814.

## Geografie
Volgens het United States Census Bureau beslaat de plaats een oppervlakte van
17,8 km², geheel bestaande uit land.

## Plaatsen in de nabije omgeving
De onderstaande figuur toont nabijgelegen plaatsen in een straal van 12 km rond St. Andrews.